# Karl-Wilhelm Welwei
Karl-Wilhelm Welwei (Witten, 17 ottobre 1930 – 25 agosto 2013) è stato uno storico tedesco.

## Biografia
Welwei nacque il 17 ottobre 1930 a Witten. Studiò storia e filologia classica presso l'Università di Colonia. Nel 1963, conseguì il dottorato sotto la guida di Hans Volkmann e ottenne la sua abilitazione nel 1970 presso la Ruhr-Universität Bochum. Tra il 1972 e il 1996 fu professore di storia antica. Dal 1993 fu membro dell'Istituto archeologico tedesco.
Molti dei libri di Welwei, tra cui Die griechische Polis, Athen, Das klassische Athen hanno raggiunto un successo proficuo. Il fulcro della sua ricerca, oltre all'antica Grecia, fu la Repubblica e le epoche imperiali dell'antica Roma.

## Opere
- Athen. Vom neolithischen Siedlungsplatz zur archaischen Großpolis. Wissenschaftliche Buchgesellschaft, Darmstadt 1992, ISBN 3-534-07541-2.
- Die griechische Frühzeit 2000 bis 500 v. Chr. (Becksche Reihe; 2185). 2nd Edition. Beck Wissen, München 2007, ISBN 978-3-406-47985-4.
- Die griechische Polis. Verfassung und Gesellschaft in archaischer und klassischer Zeit. 2nd Edition. Verlag Steiner, Stuttgart 1998, ISBN 3-515-07174-1.
- Das klassische Athen. Demokratie und Machtpolitik im 5. und 4. Jahrhundert v. Chr. Primus-Verlag, Darmstadt 1999, ISBN 3-89678-117-0.
- Sparta. Aufstieg und Niedergang einer antiken Großmacht. Klett-Cotta, Stuttgart 2004, ISBN 3-608-94016-2.

- Römische Herrschaftsideologie und augusteische Germanienpolitik. In: Gymnasium Volume 93, 1986, p. 118 ff.
- The Peloponnesian War and its Aftermath. In: Konrad Kinzl (Hrsg.): A Companion to the Classical Greek World. Blackwell, Malden, Ma. 2008, ISBN 978-0-631-23014-4.

| Controllo di autorità | VIAF (EN) 34476904 · ISNI (EN) 0000 0001 0886 3116 · SBN CFIV075380 · BAV 495/49113 · LCCN (EN) n83211523 · GND (DE) 11951222X · BNF (FR) cb12055360c (data) · J9U (EN, HE) 987007269828605171 · CONOR.SI (SL) 66938467 |